# Gothèye
Gothèye – miasto w Nigrze, w regionie Tillabéri, w departamencie Téra.